# Jerzy Bek

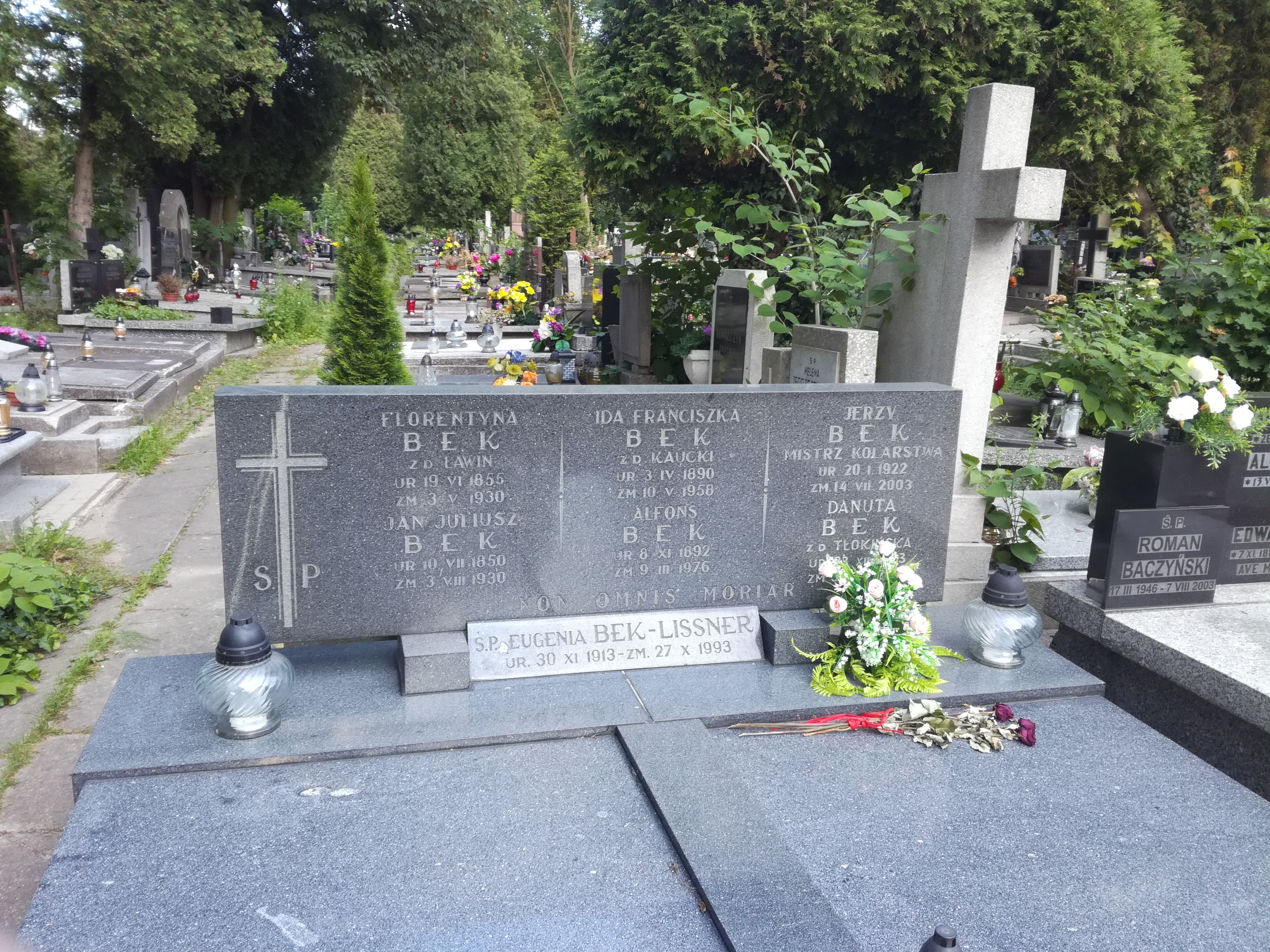
Grab von Jerzy Beek auf dem Alten Friedhof in Lodz

Jerzy Bek (* 20. Januar 1922 in Łodz; † 14. September 2003 ebenda) war ein polnischer Radrennfahrer und nationaler Meister im Radsport.

## Sportliche Laufbahn
Bek war Bahnradsportler. In der ersten nationalen Meisterschaft nach dem Zweiten Weltkrieg 1946 wurde er Vize-Meister im Sprint hinter Józef Kupczak. 1947 konnte er dann den Titel gewinnen. 1949, 1950 und 1952 wurde er ebenfalls Meister im Sprint. Bis 1959 gewann er bei jeder Meisterschaft eine Medaille. In der Einerverfolgung gewann er die polnische Meisterschaft 1949, 1951 und 1956. In der Mannschaftsverfolgung wurde er mit verschiedenen Vereinen 1947, 1950, 1951, 1952 und 1956 Titelträger. Das Meistertrikot im Punktefahren gewann er 1947, 1948, 1949, 1952 und 1956. Dazu kamen acht Silbermedaillen und acht Bronzemedaillen bei den Meisterschaften bis 1956. Zweimal gewann er die Meisterschaft im Steherrennen.
Mehrfach fuhr er polnische Rekorde auf verschiedenen Distanzen. Insgesamt gewann er siebzehn Titel im Bahnradsport in Polen. Neben dem Bahnradsport war Bek auch in Querfeldeinrennen aktiv, 1950 und 1953 wurde er Dritter der nationalen Titelkämpfe.

## Berufliches
Nach seiner Laufbahn war er als Trainer in verschiedenen Vereinen und von 1963 bis 1974 sowie von 1981 bis 1988 als polnischer Nationaltrainer im Bahnradsport tätig. 1985 wurde er dem polnischen Ritterkreuzorden, Orden Polonia Restituta, ausgezeichnet.

## Familiäres
Er ist der Vater von Andrzej Bek und Jarosław Bek, die ebenfalls Radrennfahrer waren.